# UEFA Champions League 2005/06/FC Barcelona

Finallogo 2006

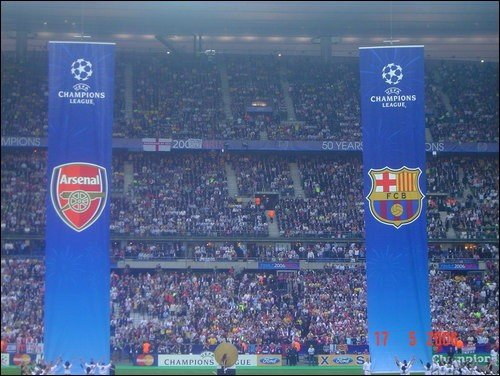
Szene vor dem Endspiel im Stade de France

Der nachstehende Artikel behandelt die Statistiken der Champions-League-Spiele des späteren Siegers FC Barcelona aus der Saison 2005/06.

## Gruppenphase
Als spanischer Meister der Saison 2004/05 war der FC Barcelona automatisch für die Gruppenphase der UEFA Champions League qualifiziert.

### Werder Bremen – FC Barcelona 0:2 (0:1)
| Werder Bremen                                                      | Werder Bremen | FC Barcelona | FC Barcelona |
| ------------------------------------------------------------------ | --- | --- | ------------ |
| Werder Bremen                                                      | \| 1. Gruppenspiel \| \| Mittwoch, 14. September 2005 um 20:45 Uhr in Bremen (Weserstadion) \| \| Zuschauer: 42.450 (ausverkauft) \| \| Schiedsrichter: Terje Hauge ( Norwegen) \| \| Spielbericht \|                                  | \| 1. Gruppenspiel \| \| Mittwoch, 14. September 2005 um 20:45 Uhr in Bremen (Weserstadion) \| \| Zuschauer: 42.450 (ausverkauft) \| \| Schiedsrichter: Terje Hauge ( Norwegen) \| \| Spielbericht \|                                         | FC Barcelona |
| Werder Bremen                                                      | Andreas Reinke – Patrick Owomoyela, Petri Pasanen, Naldo, Christian Schulz – Frank Baumann (63. Daniel Jensen) – Torsten Frings, Tim Borowski – Johan Micoud – Nelson Valdez (83. Aaron Hunt), Ivan Klasnić Cheftrainer: Thomas Schaaf | Víctor Valdés – Juliano Belletti (46. Edmílson), Oleguer, Carles Puyol , Giovanni van Bronckhorst – Xavi (79. Mark van Bommel), Rafael Márquez, Deco – Ludovic Giuly (66. Lionel Messi), Samuel Eto’o, Ronaldinho Cheftrainer: Frank Rijkaard | FC Barcelona |
| Werder Bremen                                                      | 0:1 Deco (13.) 0:2 Ronaldinho (77., Foulelfmeter) | | FC Barcelona |
| Werder Bremen                                                      | Oleguer (25.), Márquez (82.), Deco (90.+3') | | FC Barcelona |
| 1. Gruppenspiel                                                    | | |              |
| Mittwoch, 14. September 2005 um 20:45 Uhr in Bremen (Weserstadion) | | |              |
| Zuschauer: 42.450 (ausverkauft)                                    | | |              |
| Schiedsrichter: Terje Hauge ( Norwegen)                            | | |              |
| Spielbericht                                                       | | |              |

### FC Barcelona – Udinese Calcio 4:1 (3:1)
| FC Barcelona                                                      | FC Barcelona | Udinese Calcio | Udinese Calcio |
| ----------------------------------------------------------------- | --- | --- | -------------- |
| FC Barcelona                                                      | \| 2. Gruppenspiel \| \| Dienstag, 27. September 2005 um 20:45 Uhr in Barcelona (Camp Nou) \| \| Zuschauer: 85.000 \| \| Schiedsrichter: Steve Bennett ( England) \| \| Spielbericht \|                                                                 | \| 2. Gruppenspiel \| \| Dienstag, 27. September 2005 um 20:45 Uhr in Barcelona (Camp Nou) \| \| Zuschauer: 85.000 \| \| Schiedsrichter: Steve Bennett ( England) \| \| Spielbericht \|                                                                      | Udinese Calcio |
| FC Barcelona                                                      | Víctor Valdés – Juliano Belletti, Oleguer, Carles Puyol , Giovanni van Bronckhorst – Xavi, Mark van Bommel (62. Andrés Iniesta), Deco – Lionel Messi (70. Santiago Ezquerro), Samuel Eto’o (81. Henrik Larsson), Ronaldinho Cheftrainer: Frank Rijkaard | Morgan De Sanctis – Valerio Bertotto , Cesare Natali (33. Juárez), Felipe – Christian Obodo – Damiano Zenoni, Luís Vidigal, Sulley Muntari (73. David Di Michele), Vincent Candela – Antonio Di Natale (51. Stefano Mauri), Barreto Cheftrainer: Serse Cosmi | Udinese Calcio |
| FC Barcelona                                                      | 1:0 Ronaldinho (13.) 2:1 Ronaldinho (32.) 3:1 Deco (41.) 4:1 Ronaldinho (90., Foulelfmeter) | 1:1 Felipe (24.) | Udinese Calcio |
| FC Barcelona                                                      | van Bommel (59.), Puyol (78.) | Di Michele (90.+2') | Udinese Calcio |
| FC Barcelona                                                      | Vidigal (49.) | | Udinese Calcio |
| 2. Gruppenspiel                                                   | | |                |
| Dienstag, 27. September 2005 um 20:45 Uhr in Barcelona (Camp Nou) | | |                |
| Zuschauer: 85.000                                                 | | |                |
| Schiedsrichter: Steve Bennett ( England)                          | | |                |
| Spielbericht                                                      | | |                |

### Panathinaikos Athen – FC Barcelona 0:0
| Panathinaikos Athen                                                     | Panathinaikos Athen | FC Barcelona | FC Barcelona |
| ----------------------------------------------------------------------- | --- | --- | ------------ |
| Panathinaikos Athen                                                     | \| 3. Gruppenspiel \| \| Dienstag, 18. Oktober 2005 um 20:45 Uhr in Athen (Olympiastadion Athen) \| \| Zuschauer: 70.000 \| \| Schiedsrichter: Frank De Bleeckere ( Belgien) \| \| Spielbericht \|                                                                                               | \| 3. Gruppenspiel \| \| Dienstag, 18. Oktober 2005 um 20:45 Uhr in Athen (Olympiastadion Athen) \| \| Zuschauer: 70.000 \| \| Schiedsrichter: Frank De Bleeckere ( Belgien) \| \| Spielbericht \|                                                        | FC Barcelona |
| Panathinaikos Athen                                                     | Mario Galinović – Loukas Vyntra, Igor Bišćan, Nasief Morris, Filippos Darlas – Flávio Conceição – Mikael Nilsson, Anthony Šerić (88. Nordin Wooter) – Ezequiel González (76. Dimitrios Papadopoulos) – Sándor Torghelle (59. Sotiris Leontiou), Evangelos Mantzios Cheftrainer: Alberto Malesani | Víctor Valdés – Juliano Belletti, Rafael Márquez, Carles Puyol , Giovanni van Bronckhorst – Xavi (76. Andrés Iniesta), Mark van Bommel (56. Thiago Motta), Deco – Henrik Larsson (67. Lionel Messi), Samuel Eto’o, Ronaldinho Cheftrainer: Frank Rijkaard | FC Barcelona |
| Panathinaikos Athen                                                     | Torghelle (10.), Šerić (44.) | van Bommel (37.), Xavi (73.) | FC Barcelona |
| 3. Gruppenspiel                                                         | | |              |
| Dienstag, 18. Oktober 2005 um 20:45 Uhr in Athen (Olympiastadion Athen) | | |              |
| Zuschauer: 70.000                                                       | | |              |
| Schiedsrichter: Frank De Bleeckere ( Belgien)                           | | |              |
| Spielbericht                                                            | | |              |

### FC Barcelona – Panathinaikos Athen 5:0 (4:0)
| FC Barcelona                                                    | FC Barcelona | Panathinaikos Athen | Panathinaikos Athen |
| --------------------------------------------------------------- | --- | --- | ------------------- |
| FC Barcelona                                                    | \| 4. Gruppenspiel \| \| Mittwoch, 2. November 2005 um 20:45 Uhr in Barcelona (Camp Nou) \| \| Zuschauer: 75.000 \| \| Schiedsrichter: René Temmink ( Niederlande) \| \| Spielbericht \|                                                       | \| 4. Gruppenspiel \| \| Mittwoch, 2. November 2005 um 20:45 Uhr in Barcelona (Camp Nou) \| \| Zuschauer: 75.000 \| \| Schiedsrichter: René Temmink ( Niederlande) \| \| Spielbericht \| | Panathinaikos Athen |
| FC Barcelona                                                    | Víctor Valdés – Oleguer, Edmílson, Carles Puyol , Giovanni van Bronckhorst – Xavi (70. Santiago Ezquerro), Mark van Bommel (62. Gabri), Andrés Iniesta (51. Thiago Motta) – Lionel Messi, Samuel Eto’o, Ronaldinho Cheftrainer: Frank Rijkaard | Mario Galinović – Loukas Vyntra, Igor Bišćan (46. Ilias Kotsios), Nasief Morris, Filippos Darlas (61. Alexandros Tziolis) – Mikael Nilsson, Flávio Conceição, Sotiris Leontiou, Anthony Šerić (79. Nordin Wooter) – Ezequiel González – Dimitrios Papadopoulos Cheftrainer: Alberto Malesani | Panathinaikos Athen |
| FC Barcelona                                                    | 1:0 van Bommel (1.) 2:0 Eto’o (14.) 3:0 Messi (34.) 4:0 Eto’o (40.) 5:0 Eto’o (65.) | | Panathinaikos Athen |
| FC Barcelona                                                    | Morris (71.) | | Panathinaikos Athen |
| 4. Gruppenspiel                                                 | | |                     |
| Mittwoch, 2. November 2005 um 20:45 Uhr in Barcelona (Camp Nou) | | |                     |
| Zuschauer: 75.000                                               | | |                     |
| Schiedsrichter: René Temmink ( Niederlande)                     | | |                     |
| Spielbericht                                                    | | |                     |

### FC Barcelona – Werder Bremen 3:1 (2:1)
| FC Barcelona                                                     | FC Barcelona | Werder Bremen | Werder Bremen |
| ---------------------------------------------------------------- | --- | --- | ------------- |
| FC Barcelona                                                     | \| 5. Gruppenspiel \| \| Dienstag, 22. November 2005 um 20:45 Uhr in Barcelona (Camp Nou) \| \| Zuschauer: 67.275 \| \| Schiedsrichter: Claus Bo Larsen ( Dänemark) \| \| Spielbericht \|                                                                | \| 5. Gruppenspiel \| \| Dienstag, 22. November 2005 um 20:45 Uhr in Barcelona (Camp Nou) \| \| Zuschauer: 67.275 \| \| Schiedsrichter: Claus Bo Larsen ( Dänemark) \| \| Spielbericht \|                                | Werder Bremen |
| FC Barcelona                                                     | Víctor Valdés – Oleguer, Rafael Márquez (75. Juliano Belletti), Carles Puyol , Giovanni van Bronckhorst – Gabri (77. Andrés Iniesta), Thiago Motta, Deco – Ludovic Giuly (65. Santiago Ezquerro), Henrik Larsson, Ronaldinho Cheftrainer: Frank Rijkaard | Andreas Reinke – Patrick Owomoyela, Frank Fahrenhorst, Naldo, Christian Schulz – Frank Baumann – Torsten Frings, Tim Borowski – Johan Micoud – Miroslav Klose (58. Aaron Hunt), Nelson Valdez Cheftrainer: Thomas Schaaf | Werder Bremen |
| FC Barcelona                                                     | 1:0 Gabri (14.) 2:1 Ronaldinho (26.) 3:1 Larsson (71.) | 1:1 Borowski (22., Foulelfmeter) | Werder Bremen |
| FC Barcelona                                                     | Márquez (29.) | Fahrenhorst (10.) | Werder Bremen |
| 5. Gruppenspiel                                                  | | |               |
| Dienstag, 22. November 2005 um 20:45 Uhr in Barcelona (Camp Nou) | | |               |
| Zuschauer: 67.275                                                | | |               |
| Schiedsrichter: Claus Bo Larsen ( Dänemark)                      | | |               |
| Spielbericht                                                     | | |               |

### Udinese Calcio – FC Barcelona 0:2 (0:0)
| Udinese Calcio                                                   | Udinese Calcio | FC Barcelona | FC Barcelona |
| ---------------------------------------------------------------- | --- | --- | ------------ |
| Udinese Calcio                                                   | \| 6. Gruppenspiel \| \| Mittwoch, 7. Dezember 2005 um 20:45 Uhr in Udine (Stadio Friuli) \| \| Zuschauer: 25.000 \| \| Schiedsrichter: Eric Braamhaar ( Niederlande) \| \| Spielbericht \|                                                                                       | \| 6. Gruppenspiel \| \| Mittwoch, 7. Dezember 2005 um 20:45 Uhr in Udine (Stadio Friuli) \| \| Zuschauer: 25.000 \| \| Schiedsrichter: Eric Braamhaar ( Niederlande) \| \| Spielbericht \|                     | FC Barcelona |
| Udinese Calcio                                                   | Morgan De Sanctis – Valerio Bertotto , Roberto Sensini, Juárez – Damiano Zenoni (38. Fernando Tissone), Luís Vidigal, Christian Obodo, Sulley Muntari (65. Stefano Mauri), Vincent Candela – Antonio Di Natale, Vincenzo Iaquinta (75. David Di Michele) Cheftrainer: Serse Cosmi | Albert Jorquera – Juliano Belletti, Oleguer, Carles Puyol , Giovanni van Bronckhorst – Gabri (75. Andrés Iniesta), Edmílson, Deco – Ludovic Giuly, Henrik Larsson, Santiago Ezquerro Cheftrainer: Henk ten Cate | FC Barcelona |
| Udinese Calcio                                                   | 0:1 Ezquerro (85.) 0:2 Iniesta (90.) | | FC Barcelona |
| Udinese Calcio                                                   | Vidigal (74.), Obodo (79.) | | FC Barcelona |
| 6. Gruppenspiel                                                  | | |              |
| Mittwoch, 7. Dezember 2005 um 20:45 Uhr in Udine (Stadio Friuli) | | |              |
| Zuschauer: 25.000                                                | | |              |
| Schiedsrichter: Eric Braamhaar ( Niederlande)                    | | |              |
| Spielbericht                                                     | | |              |

### Abschlusstabelle der Gruppe C
| Pl. | Verein              | Sp. | S | U | N | Tore    | Diff. | Punkte |
| --- | ------------------- | --- | - | - | - | ------- | ----- | ------ |
| 1.  | FC Barcelona        | 6   | 5 | 1 | 0 | 016:200 | +14   | 16     |
| 2.  | Werder Bremen       | 6   | 2 | 1 | 3 | 012:120 | ±0    | 07     |
| 3.  | Udinese Calcio      | 6   | 2 | 1 | 3 | 010:120 | −2    | 07     |
| 4.  | Panathinaikos Athen | 6   | 1 | 1 | 4 | 004:160 | −12   | 04     |

## Achtelfinale

### FC Chelsea – FC Barcelona 1:2 (0:0)
| FC Chelsea                                                          | FC Chelsea | FC Barcelona | FC Barcelona |
| ------------------------------------------------------------------- | --- | --- | ------------ |
| FC Chelsea                                                          | \| Achtelfinale, Hinspiel \| \| Mittwoch, 22. Februar 2006 um 20:45 Uhr in London (Stamford Bridge) \| \| Zuschauer: 39.525 (ausverkauft) \| \| Schiedsrichter: Terje Hauge ( Norwegen) \| \| Spielbericht \|                                                 | \| Achtelfinale, Hinspiel \| \| Mittwoch, 22. Februar 2006 um 20:45 Uhr in London (Stamford Bridge) \| \| Zuschauer: 39.525 (ausverkauft) \| \| Schiedsrichter: Terje Hauge ( Norwegen) \| \| Spielbericht \|                                 | FC Barcelona |
| FC Chelsea                                                          | Petr Čech – Paulo Ferreira, Ricardo Carvalho, John Terry , Asier del Horno – Eiður Guðjohnsen, Claude Makélélé, Frank Lampard – Joe Cole (40. Geremi), Hernán Crespo (46. Didier Drogba), Arjen Robben (78. Shaun Wright-Phillips) Cheftrainer: José Mourinho | Víctor Valdés – Oleguer, Rafael Márquez, Carles Puyol , Giovanni van Bronckhorst (69. Sylvinho) – Thiago Motta (65. Henrik Larsson), Edmílson, Deco (85. Andrés Iniesta) – Lionel Messi, Samuel Eto’o, Ronaldinho Cheftrainer: Frank Rijkaard | FC Barcelona |
| FC Chelsea                                                          | 1:0 Motta (59., Eigentor) | 1:1 Terry (71., Eigentor) 1:2 Eto’o (80.) | FC Barcelona |
| FC Chelsea                                                          | Puyol (21.), Iniesta (86.) | | FC Barcelona |
| FC Chelsea                                                          | del Horno (37.) | | FC Barcelona |
| Achtelfinale, Hinspiel                                              | | |              |
| Mittwoch, 22. Februar 2006 um 20:45 Uhr in London (Stamford Bridge) | | |              |
| Zuschauer: 39.525 (ausverkauft)                                     | | |              |
| Schiedsrichter: Terje Hauge ( Norwegen)                             | | |              |
| Spielbericht                                                        | | |              |

### FC Barcelona – FC Chelsea 1:1 (0:0)
| FC Barcelona                                                | FC Barcelona | FC Chelsea | FC Chelsea |
| ----------------------------------------------------------- | --- | --- | ---------- |
| FC Barcelona                                                | \| Achtelfinale, Rückspiel \| \| Dienstag, 7. März 2006 um 20:45 Uhr in Barcelona (Camp Nou) \| \| Zuschauer: 98.450 (ausverkauft) \| \| Schiedsrichter: Markus Merk ( Deutschland) \| \| Spielbericht \| | \| Achtelfinale, Rückspiel \| \| Dienstag, 7. März 2006 um 20:45 Uhr in Barcelona (Camp Nou) \| \| Zuschauer: 98.450 (ausverkauft) \| \| Schiedsrichter: Markus Merk ( Deutschland) \| \| Spielbericht \|                                                | FC Chelsea |
| FC Barcelona                                                | Víctor Valdés – Oleguer, Rafael Márquez, Carles Puyol , Giovanni van Bronckhorst – Thiago Motta, Edmílson, Deco – Lionel Messi (25. Henrik Larsson), Samuel Eto’o, Ronaldinho Cheftrainer: Frank Rijkaard | Petr Čech – Paulo Ferreira, Ricardo Carvalho, John Terry , William Gallas – Joe Cole (83. Robert Huth), Claude Makélélé, Frank Lampard, Damien Duff (58. Eiður Guðjohnsen) – Arjen Robben – Didier Drogba (58. Hernán Crespo) Cheftrainer: José Mourinho | FC Chelsea |
| FC Barcelona                                                | 1:0 Ronaldinho (79.) | 1:1 Lampard (90.+2', Foulelfmeter) | FC Chelsea |
| FC Barcelona                                                | Motta (44.), Puyol (77./4., gesperrt) | Cole (13.) | FC Chelsea |
| Achtelfinale, Rückspiel                                     | | |            |
| Dienstag, 7. März 2006 um 20:45 Uhr in Barcelona (Camp Nou) | | |            |
| Zuschauer: 98.450 (ausverkauft)                             | | |            |
| Schiedsrichter: Markus Merk ( Deutschland)                  | | |            |
| Spielbericht                                                | | |            |

## Viertelfinale

### Benfica Lissabon – FC Barcelona 0:0
| Benfica Lissabon                                                  | Benfica Lissabon | FC Barcelona | FC Barcelona |
| ----------------------------------------------------------------- | --- | --- | ------------ |
| Benfica Lissabon                                                  | \| Viertelfinale, Hinspiel \| \| Dienstag, 28. März 2006 um 20:45 Uhr in Lissabon (Estádio da Luz) \| \| Zuschauer: 65.000 (ausverkauft) \| \| Schiedsrichter: Steve Bennett ( England) \| \| Spielbericht \| | \| Viertelfinale, Hinspiel \| \| Dienstag, 28. März 2006 um 20:45 Uhr in Lissabon (Estádio da Luz) \| \| Zuschauer: 65.000 (ausverkauft) \| \| Schiedsrichter: Steve Bennett ( England) \| \| Spielbericht \|                    | FC Barcelona |
| Benfica Lissabon                                                  | Marcelo Moretto – Ricardo Rocha, Luisão, Anderson Cléber, Léo – Beto, Petit, Manuel Fernandes – Simão , Geovanni (68. Giorgos Karagounis), Laurent Robert (46. Fabrizio Miccoli) Cheftrainer: Ronald Koeman   | Víctor Valdés – Juliano Belletti, Oleguer, Thiago Motta, Giovanni van Bronckhorst – Andrés Iniesta, Mark van Bommel, Deco (76. Gabri) – Henrik Larsson (76. Ludovic Giuly), Samuel Eto’o, Ronaldinho Cheftrainer: Frank Rijkaard | FC Barcelona |
| Benfica Lissabon                                                  | Miccoli (72.) | Iniesta (58.), Deco (73.), Belletti (87.) | FC Barcelona |
| Viertelfinale, Hinspiel                                           | | |              |
| Dienstag, 28. März 2006 um 20:45 Uhr in Lissabon (Estádio da Luz) | | |              |
| Zuschauer: 65.000 (ausverkauft)                                   | | |              |
| Schiedsrichter: Steve Bennett ( England)                          | | |              |
| Spielbericht                                                      | | |              |

### FC Barcelona – Benfica Lissabon 2:0 (1:0)
| FC Barcelona                                                 | FC Barcelona | Benfica Lissabon | Benfica Lissabon |
| ------------------------------------------------------------ | --- | --- | ---------------- |
| FC Barcelona                                                 | \| Viertelfinale, Rückspiel \| \| Mittwoch, 5. April 2006 um 20:45 Uhr in Barcelona (Camp Nou) \| \| Zuschauer: 89.875 \| \| Schiedsrichter: Ľuboš Micheľ ( Slowakei) \| \| Spielbericht \|                                          | \| Viertelfinale, Rückspiel \| \| Mittwoch, 5. April 2006 um 20:45 Uhr in Barcelona (Camp Nou) \| \| Zuschauer: 89.875 \| \| Schiedsrichter: Ľuboš Micheľ ( Slowakei) \| \| Spielbericht \|                             | Benfica Lissabon |
| FC Barcelona                                                 | Víctor Valdés – Juliano Belletti, Oleguer, Carles Puyol , Giovanni van Bronckhorst – Andrés Iniesta, Mark van Bommel (84. Edmílson), Deco – Henrik Larsson (86. Ludovic Giuly), Samuel Eto’o, Ronaldinho Cheftrainer: Frank Rijkaard | Marcelo Moretto – Ricardo Rocha, Luisão, Anderson Cléber, Léo – Beto (72. Laurent Robert), Petit, Manuel Fernandes (82. Marcel) – Geovanni (55. Giorgos Karagounis), Fabrizio Miccoli, Simão Cheftrainer: Ronald Koeman | Benfica Lissabon |
| FC Barcelona                                                 | 1:0 Ronaldinho (19.) 2:0 Eto’o (89.) | | Benfica Lissabon |
| FC Barcelona                                                 | Deco (9./3., gesperrt), Eto’o (51.) | Luisão, Fernandes, Petit (62.), Cléber (83.) | Benfica Lissabon |
| FC Barcelona                                                 | Moretto hält Handelfmeter von Ronaldinho (5.) | | Benfica Lissabon |
| Viertelfinale, Rückspiel                                     | | |                  |
| Mittwoch, 5. April 2006 um 20:45 Uhr in Barcelona (Camp Nou) | | |                  |
| Zuschauer: 89.875                                            | | |                  |
| Schiedsrichter: Ľuboš Micheľ ( Slowakei)                     | | |                  |
| Spielbericht                                                 | | |                  |

## Halbfinale

### AC Mailand – FC Barcelona 0:1 (0:0)
| AC Mailand                                                                 | AC Mailand | FC Barcelona | FC Barcelona |
| -------------------------------------------------------------------------- | --- | --- | ------------ |
| AC Mailand                                                                 | \| Halbfinale, Hinspiel \| \| Dienstag, 18. April 2006 um 20:45 Uhr in Mailand (Giuseppe-Meazza-Stadion) \| \| Zuschauer: 76.883 (ausverkauft) \| \| Schiedsrichter: Alain Sars ( Frankreich) \| \| Spielbericht \|                                 | \| Halbfinale, Hinspiel \| \| Dienstag, 18. April 2006 um 20:45 Uhr in Mailand (Giuseppe-Meazza-Stadion) \| \| Zuschauer: 76.883 (ausverkauft) \| \| Schiedsrichter: Alain Sars ( Frankreich) \| \| Spielbericht \|                                           | FC Barcelona |
| AC Mailand                                                                 | Dida – Jaap Stam (77. Cafu), Kacha Kaladse, Alessandro Nesta, Serginho – Gennaro Gattuso (74. Massimo Ambrosini), Andrea Pirlo (67. Paolo Maldini), Clarence Seedorf – Kaká – Andrij Schewtschenko , Alberto Gilardino Cheftrainer: Carlo Ancelotti | Víctor Valdés – Oleguer (75. Thiago Motta), Rafael Márquez, Carles Puyol , Giovanni van Bronckhorst – Mark van Bommel, Edmílson, Andrés Iniesta – Ludovic Giuly (70. Juliano Belletti), Samuel Eto’o, Ronaldinho (89. Maxi López) Cheftrainer: Frank Rijkaard | FC Barcelona |
| AC Mailand                                                                 | 0:1 Giuly (57.) | | FC Barcelona |
| AC Mailand                                                                 | Nesta (82.) | Puyol (35.), Oleguer (74.) | FC Barcelona |
| Halbfinale, Hinspiel                                                       | | |              |
| Dienstag, 18. April 2006 um 20:45 Uhr in Mailand (Giuseppe-Meazza-Stadion) | | |              |
| Zuschauer: 76.883 (ausverkauft)                                            | | |              |
| Schiedsrichter: Alain Sars ( Frankreich)                                   | | |              |
| Spielbericht                                                               | | |              |

### FC Barcelona – AC Mailand 0:0
| FC Barcelona                                                  | FC Barcelona | AC Mailand | AC Mailand |
| ------------------------------------------------------------- | --- | --- | ---------- |
| FC Barcelona                                                  | \| Halbfinale, Rückspiel \| \| Mittwoch, 26. April 2006 um 20:45 Uhr in Barcelona (Camp Nou) \| \| Zuschauer: 98.000 (ausverkauft) \| \| Schiedsrichter: Markus Merk ( Deutschland) \| \| Spielbericht \|                                   | \| Halbfinale, Rückspiel \| \| Mittwoch, 26. April 2006 um 20:45 Uhr in Barcelona (Camp Nou) \| \| Zuschauer: 98.000 (ausverkauft) \| \| Schiedsrichter: Markus Merk ( Deutschland) \| \| Spielbericht \|                                          | AC Mailand |
| FC Barcelona                                                  | Víctor Valdés – Juliano Belletti, Rafael Márquez, Carles Puyol , Giovanni van Bronckhorst – Andrés Iniesta, Edmílson, Deco – Ludovic Giuly (69. Henrik Larsson), Samuel Eto’o (89. Mark van Bommel), Ronaldinho Cheftrainer: Frank Rijkaard | Dida – Jaap Stam, Alessandro Costacurta (64. Cafu), Kacha Kaladse, Serginho – Gennaro Gattuso (68. Rui Costa), Andrea Pirlo, Clarence Seedorf – Kaká – Andrij Schewtschenko , Filippo Inzaghi (80. Alberto Gilardino) Cheftrainer: Carlo Ancelotti | AC Mailand |
| FC Barcelona                                                  | Edmílson (90.) | Costacurta (44.) | AC Mailand |
| Halbfinale, Rückspiel                                         | | |            |
| Mittwoch, 26. April 2006 um 20:45 Uhr in Barcelona (Camp Nou) | | |            |
| Zuschauer: 98.000 (ausverkauft)                               | | |            |
| Schiedsrichter: Markus Merk ( Deutschland)                    | | |            |
| Spielbericht                                                  | | |            |

## Finale

### FC Barcelona – FC Arsenal 2:1 (0:1)
| FC Barcelona                                                   | FC Barcelona | FC Arsenal | FC Arsenal |
| -------------------------------------------------------------- | --- | --- | ---------- |
| FC Barcelona                                                   | \| Finale \| \| Mittwoch, 17. Mai 2006 um 20:45 Uhr in Paris (Stade de France) \| \| Zuschauer: 77.000 (ausverkauft) \| \| Schiedsrichter: Terje Hauge ( Norwegen) \| \| Spielbericht \|                                                                  | \| Finale \| \| Mittwoch, 17. Mai 2006 um 20:45 Uhr in Paris (Stade de France) \| \| Zuschauer: 77.000 (ausverkauft) \| \| Schiedsrichter: Terje Hauge ( Norwegen) \| \| Spielbericht \|                                                                               | FC Arsenal |
| FC Barcelona                                                   | Víctor Valdés – Oleguer (71. Juliano Belletti), Rafael Márquez, Carles Puyol , Giovanni van Bronckhorst – Mark van Bommel (61. Henrik Larsson), Edmílson (46. Andrés Iniesta), Deco – Ludovic Giuly, Samuel Eto’o, Ronaldinho Cheftrainer: Frank Rijkaard | Jens Lehmann – Emmanuel Eboué, Kolo Touré, Sol Campbell, Ashley Cole – Gilberto Silva – Fredrik Ljungberg, Cesc Fàbregas (74. Mathieu Flamini), Aljaksandr Hleb (85. José Antonio Reyes), Robert Pires (20. Manuel Almunia) – Thierry Henry Cheftrainer: Arsène Wenger | FC Arsenal |
| FC Barcelona                                                   | 1:1 Eto’o (76.) 2:1 Belletti (80.) | 0:1 Campbell (37.) | FC Arsenal |
| FC Barcelona                                                   | Oleguer (69.), Larsson (90.+2') | Eboué (22.), Henry (51.) | FC Arsenal |
| FC Barcelona                                                   | Lehmann (18.) | | FC Arsenal |
| Finale                                                         | | |            |
| Mittwoch, 17. Mai 2006 um 20:45 Uhr in Paris (Stade de France) | | |            |
| Zuschauer: 77.000 (ausverkauft)                                | | |            |
| Schiedsrichter: Terje Hauge ( Norwegen)                        | | |            |
| Spielbericht                                                   | | |            |

## Galerie

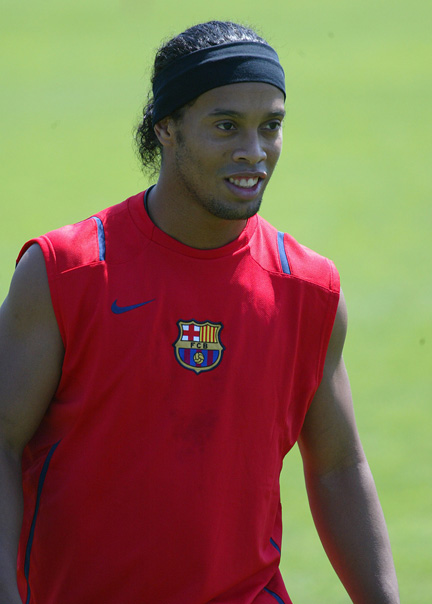
Ronaldinho
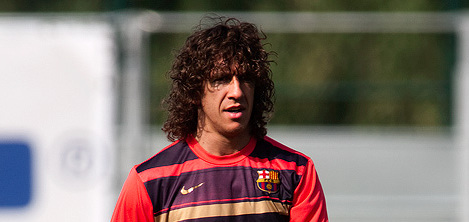
Carles Puyol
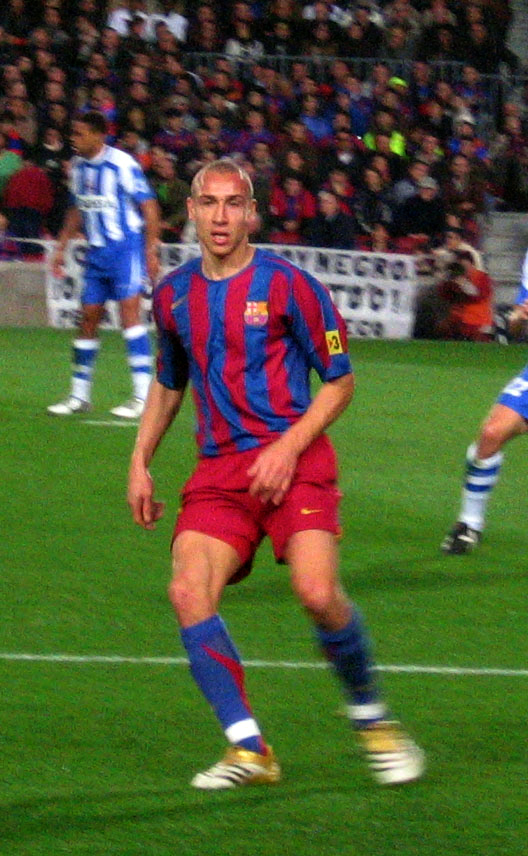
Henrik Larsson
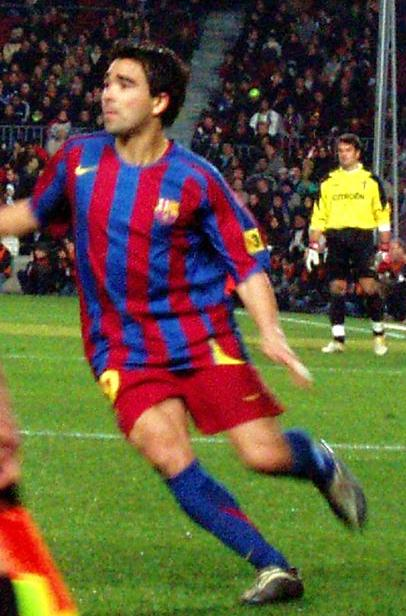
Deco
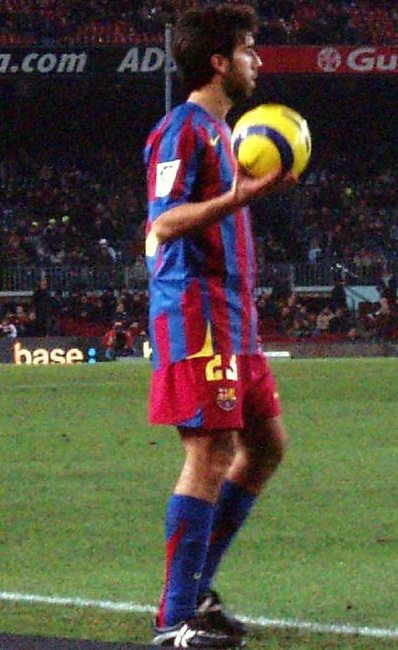
Oleguer
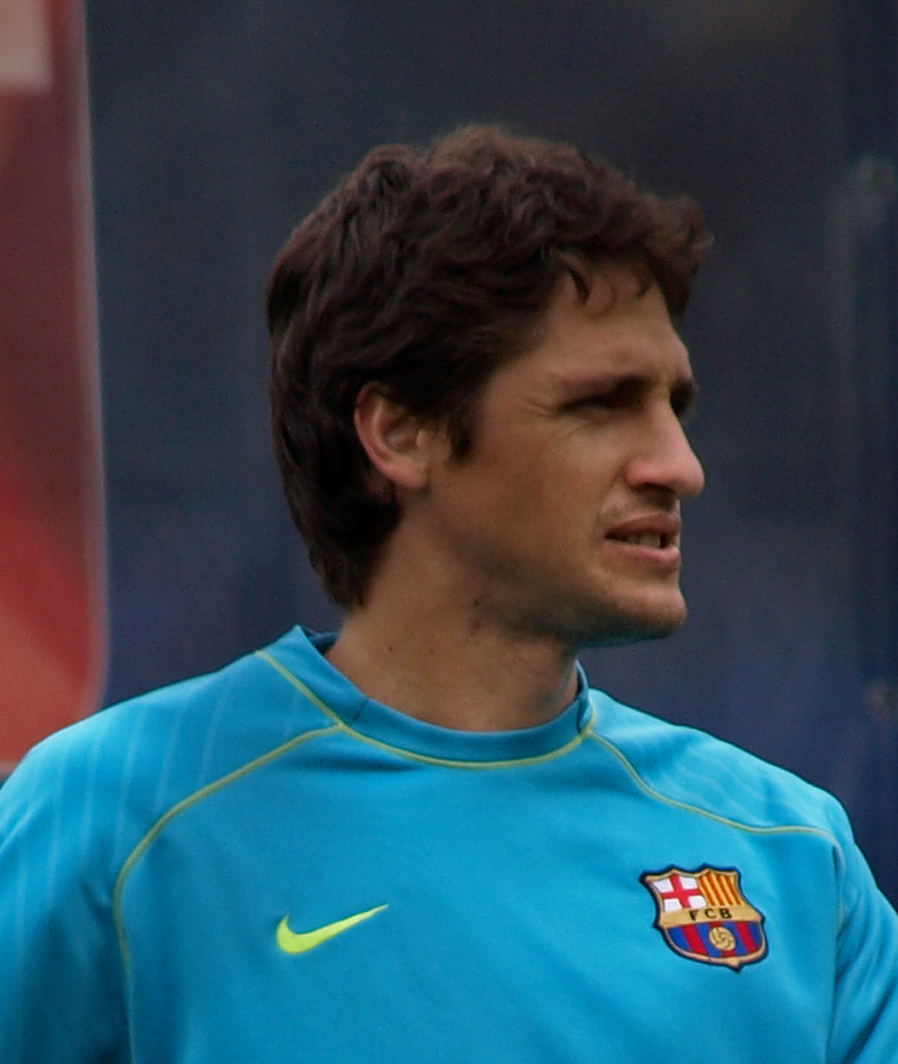
Edmílson
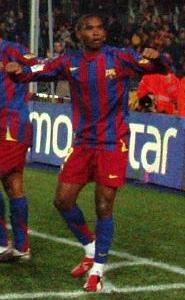
Samuel Eto’o
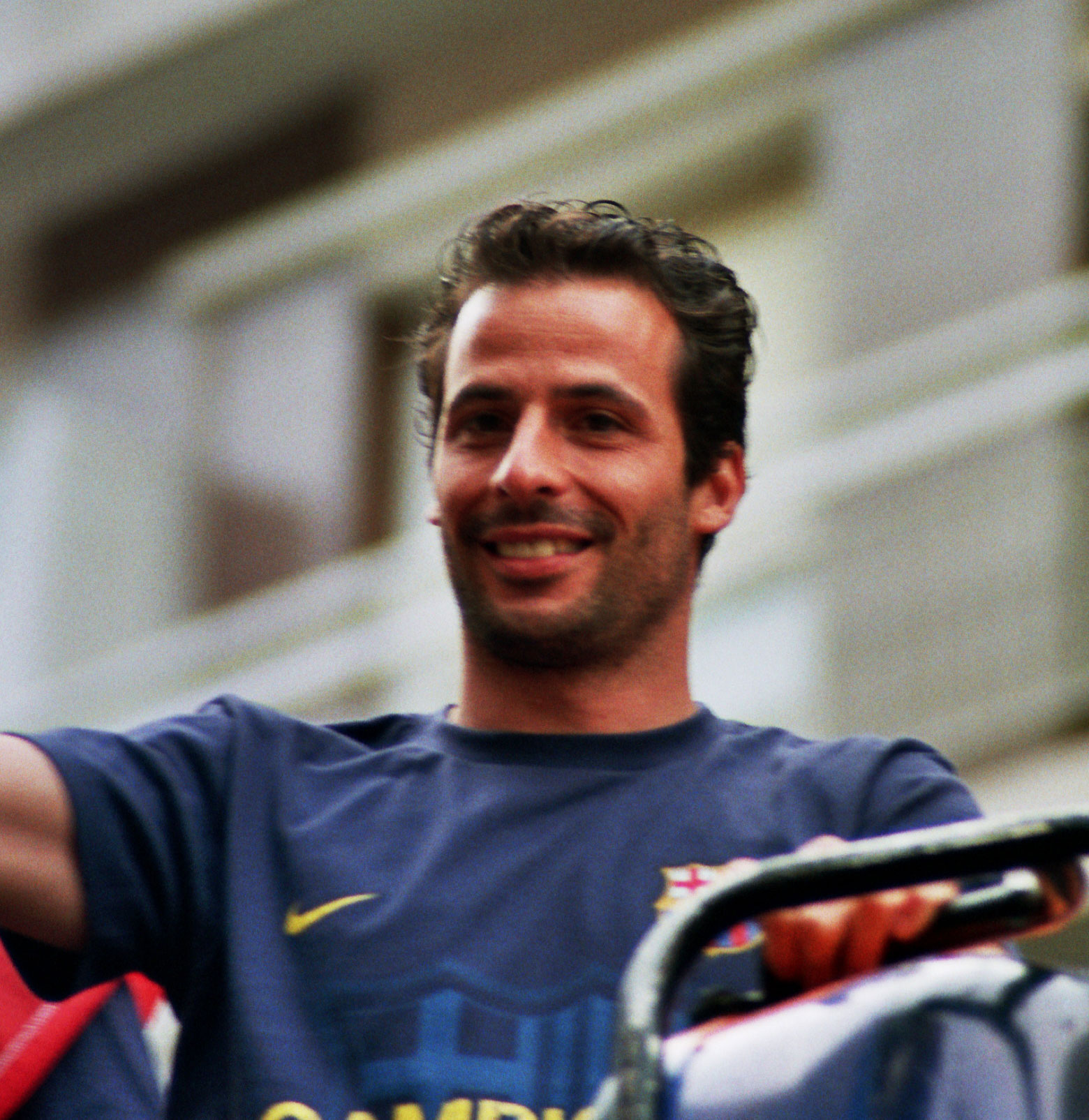
Ludovic Giuly
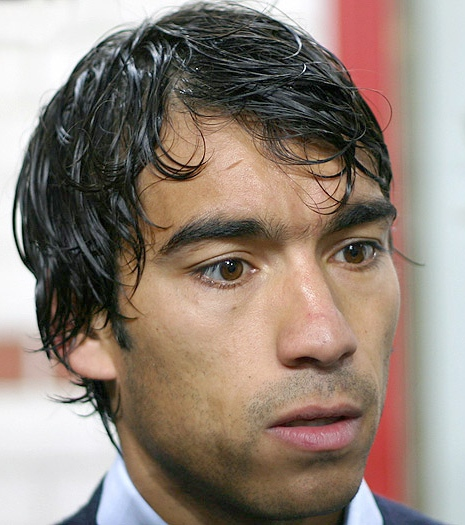
Giovanni van Bronckhorst
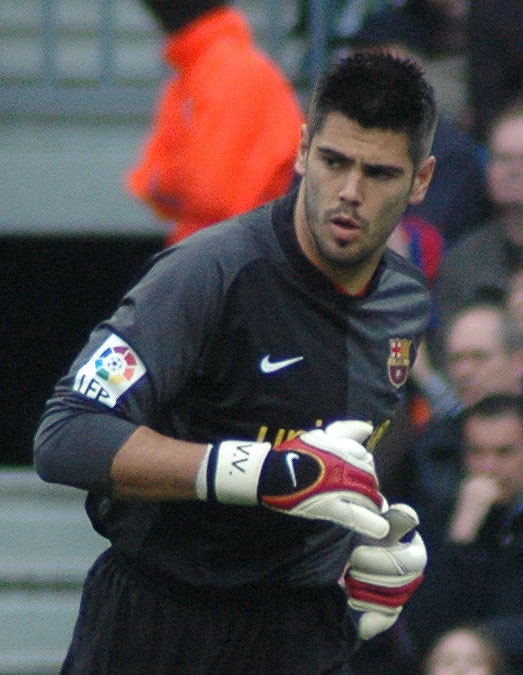
Víctor Valdés
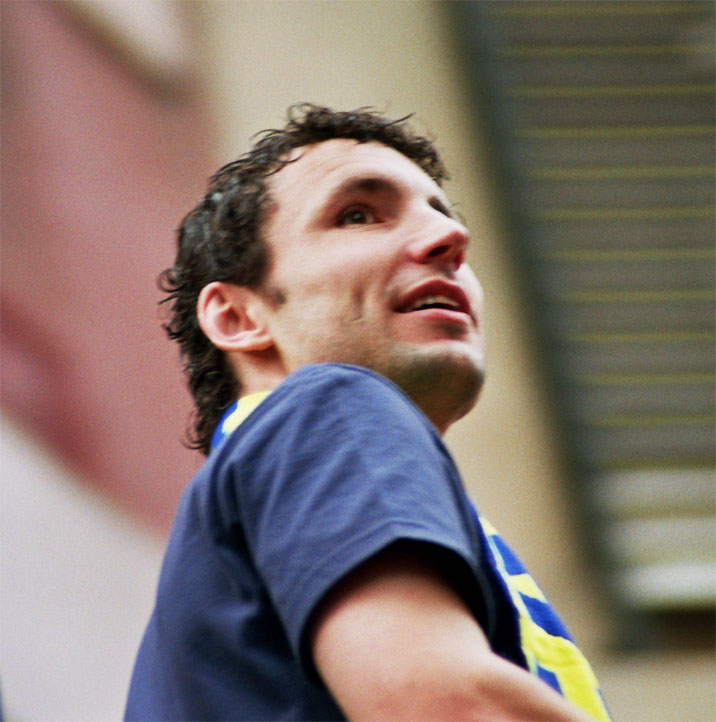
Mark van Bommel
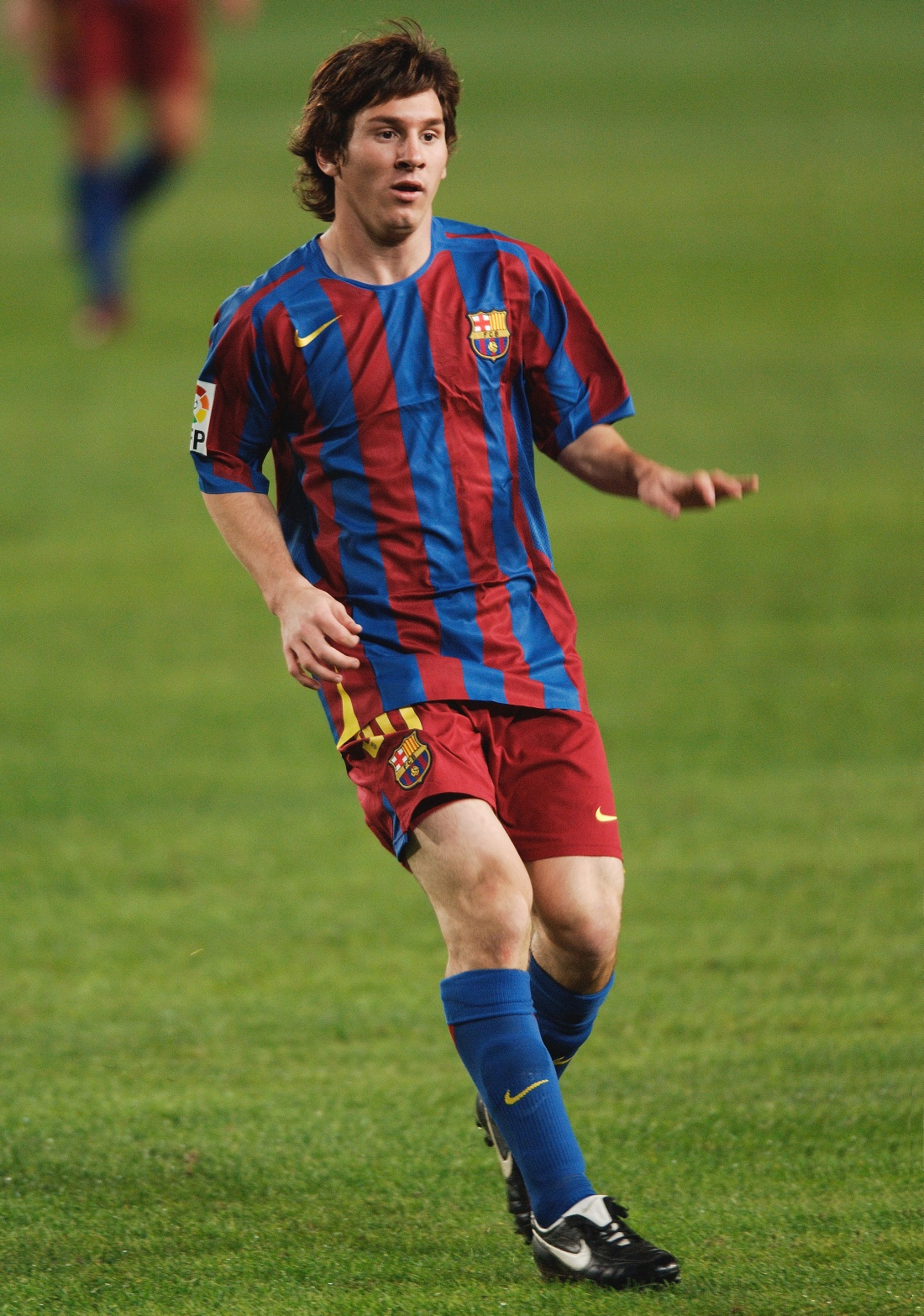
Lionel Messi
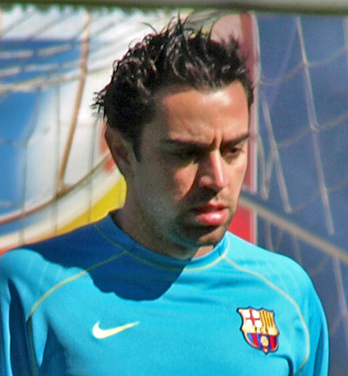
Xavi
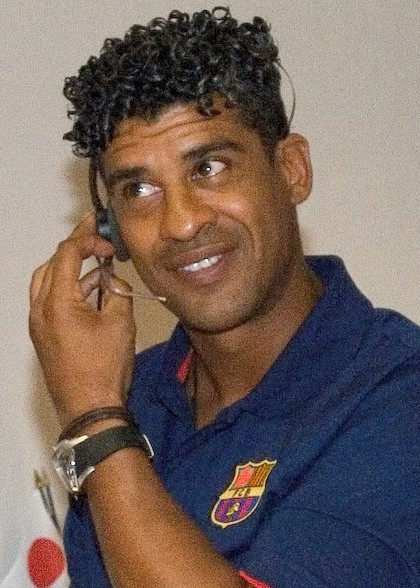
Frank Rijkaard